# 重信奈央
重信 奈央（しげのぶ なお）は、福岡放送 (FBS) の報道記者、同局の元契約アナウンサー。

## 来歴
鹿児島県出身。鹿児島県立鹿屋高等学校、山口県立大学卒業。
大学を卒業後、高等学校教員、NHK佐賀放送局の契約キャスターを経て、2019年9月から福岡放送の契約アナウンサーを務めていた。
2022年9月1日付で福岡放送北九州支社へ転勤。報道記者になり、アナウンス業務から離れる。

## アナウンサー時代の担当番組
- ニュースただいま佐賀（NHK佐賀放送局）[5]
- めんたいワイド（福岡放送） - リポーター、ニュース担当[6]
- 定時ニュース（福岡放送）